# American Airlines Shuttle
American Airlines Shuttle — торговая марка, предоставляющая почасовые услуги трансфера по воздуху авиакомпании American Airlines, курсирующих по северо-востоку США.

## Услуги
«American Airlines Shuttle» предлагает ежечасные рейсы в будние дни между четырьмя городами. Есть небольшие изменения в расписании рейсов по выходным дням: субботние рейсы в основном отправляются утром или днём, а воскресные рейсы в основном ежечасно или через час.
На маршрутных рейсах есть специальные помещения для регистрации и карусели для багажа, рабочие станции у выходов в Бостон, бесплатные закуски и алкогольные напитки во всех каютах и другие услуги. Воздушный флот состоит из Airbus A319, Embraer 175 и Boeing 737.

## История
Бренд был передан American Airlines после того, как его окончательная интеграция с US Airways была завершена 17 октября 2015 года. Это потомок оригинального шаттла Eastern Air Lines Shuttle. Его историческим конкурентом является компания Delta Shuttle, которая является корпоративным потомком Pan Am Shuttle.